# Arthur Phillip
Admiral Arthur Phillip (11. oktober 1738 – 31. august 1814) var en Royal Navy officer, første guvernør i New South Wales og grundlægger af den britiske straffekoloni, som senere blev til byen Sydney, Australien.
Phillip var en erfaren søfarer, da han sejlede med den første flåde af straffefanger til New South Wales for at grundlægge en straffekoloni og blive guvernør. I januar 1788 valgte han lokationen til at være Sydney Harbour i Port Jackson.
Phillip var en forudseende guvernør og han så hurtigt, at New South Wales ville få behov for en civil administration og et system til at frigive straffefangerne, men hans ønsker om, at få faglærte håndværkere med på rejsen var blevet afvist. Phillip fik store problemer med arbejdskraft, disciplin og forsyninger og hans forsøg på en fredelig sameksistens med aboriginerne blev alvorligt testet, da de dræbte hans jagtmester. Phillip fik aldrig en klar politik omkring de indfødte.
Ankomsten af den anden og tredje flåde lagde yderligere pres på koloniens få ressourcer, men da Phillip sejlede hjem i december 1792, var kolonien ved at tage form med officielle landtildelinger, systematisk landbrug og vandforsyning.
Phillip trak sig tilbage i 1805, men fortsatte med at korrespondere med sine venner i New South Wales og at fremme koloniens interesser.

## Tidlige liv
Arthur Phillip blev født 11. oktober 1738, som den yngste af to børn af Jacob Phillip og Elizabeth Breach. Hans far Jacob var en Frankfurt-født sproglærer, som også havde tjent i Royal Navy som befaren matros og purser steward. Hans mor Elizabeth var enke efter en matros, John Herbert, der havde tjent i Jamaica på HMS Tartar og døde af sygdom den 13. august 1732. Da Arthur Phillip blev født, levede familien beskedent nær Cheapside i City of London.
Der er ingen oplysninger om Phillips tidlige barndom. Hans far Jacob døde i 1739, hvorefter familien kan have haft svære tider. Den 22. juni 1751 blev han optaget på Greenwich Hospital School, en velgørenhedsskole for sønner af fattige søfarere. Ifølge skolens pensum var hans uddannelse fokuseret på læsning, regning og navigation inklusiv kartografi. Han var en dygtig studerende og lidt af en perfektionist. Hans rektor, fader Francis Swinden, bemærkede at Phillip var "beskeden, fornuftig og effektiv i alt, hvad han går i gang med".
Phillip blev på Greenwich School i to og et halvt år, betydeligt længere end de gennemsnitlige 12 måneder. I slutningen af 1753 fik han en syvårig lærekontrakt ombord på Fortune, en 210 tons hvalbåd kommanderet af Wiliam Readhead fra handelsflåden. Han forlod Greenwich School den 1. december og tilbragte vinteren ombord på Fortune, der ventede på, at hvalsæsonen startede igen.

## Første rejser
Phillip tilbragte sommeren 1754 med at jage hvaler nær Svalbard i Barentshavet. Som lærling skulle han flænse de fangede hvaler, skære hvalspækken af og fylde den på tønder. Maden var sparsom og Fortunes mandskab på 30 mand supplerede føden med fugleæg, planter og hvor muligt med rensdyr. Skibet returnerede til England den 20. juli 1754. Hvalfangerbesætningen blev betalt og afskibet og erstattet med 12 sømand til en vinterrejse til Middelhavet. Som lærling blev Phillip ombord på Fortune, som sejlede til Barcelona og Livorno med salt og rosiner og tilbage igen via Rotterdam med korn og citrus. Skibet returnerede til England i april 1755 og sejlede straks efter til Svalbard på en ny hvalfangst. Phillip var stadig en del af besætningen, men afbrød sin lærlingekontrakt, da skibet returnerede til England den 27. july. Den 16. oktober blev han hvervet hos Royal Navy og han blev matros ombord på HMS Buckingham med 68 kanoner.
Som en del af Buckinghams besætning var Phillip med i Syvårskrigen, inklusiv Slaget ved Menorca. I 1762 var han blevet overført til HMS Stirling Castle og forfremmet til løjtnant for sin indsats ved Slaget ved Havana. Krigen endte i 1763 og Phillip returnerede til England på halv betaling. I juli 1763 giftede han sig med Margaret Denison, en 16 år ældre enke, og købte en gård i Lyndhurst, Hampshire. Ægteskabet var ikke lykkeligt og de separeredes i 1769, da Phillip vendte tilbage til flåden. Det følgende år var han andenløjtnant ombord på HMS Egmont, et nyt linjeskib med 74 kanoner.
I 1774 blev Phillip kaptajn i den portugisiske flåde og tjente i krigen mod Spanien. Han kommanderede fregatten Nossa Senhora do Pilar. På dette skib flyttede han tropper fra Rio de Janeiro til Colonia do Sacramento ved Rio de la Plata (overfor Buenos Aires) for at afløse en garnision der. Med på rejsen var også en gruppe straffefanger, som skulle arbejde i Colonia. Under en storm på rejsen, hjalp straffefangerne med at styre skibet igennem og da de nåede Colonia, anbefalede Phillip, at de fik strafnedsættelse. En forvansket version af denne historie nåede frem til den engelske presse, da Phillip blev udnævnt i 1786 til at lede ekspeditionen til Sydney. Phillip havde en stor andel i kapringen af det spanske skib San Agustín den 19. april 1777 ud for Santa Catarina. San Agustin blev indsat i den portugisiske flåde som Santo Agostinho og kommandoen blev givet til Phillip.

I 1778 var Storbritannien igen i krig. Phillip blev genindkaldt til aktiv tjeneste og i 1779 fik han kommandoen over HMS Basilisk. Et brev fra Phillip til Jarlen af Sandwich, øverste chef for Royal Navy, den 17. januar 1781 dokumenterer, at Phillip lånte sine kort over Plata og den brasilianske kyst til Sandwich. Han blev forfremmet til post-captain, en stilling der var den direkte vej til admiraltitlen, den 30. november 1781 og fik nu kommando over HMS Europa.
[Phillip] er en officer af uddannelse og princip. Han er en fornuftsbetonet mand, der ikke kaster sig ud i overdrevne følelsesudbrud ... han er en meget ærlig og meget modig officer. Han smigrer ikke. Han siger hvad han mener, men uden stort temperament og uden at vise mangel på respekt.
I juli 1782 blev Thomas Townshend ny indenrigsminister og minister for amerikanske anliggender. Han planlagde en aktion mod Spansk Amerika og ligesom sin forgænger Lord Germain, søgte han råd hos Arthur Phillip. Phillips plan var, at en eskadron på tre linjeskibe og en fregat skulle angribe Buenos Aires og Monte Video, derefter fortsætte til Chile, Peru og Mexico for at hærge der og endeligt krydse Stillehavet og slutte sig til den britiske flådes eskadron i Ostindien og angribe Manila. Eskadronen bestående af Grafton, 70 kanoner, Elizabeth, 74 kanoner, Europe, 64 kanoner og fregatten Iphigenia sejlede den 16. januar 1783 under ledelse af Kommandør Robert Kingsmill. Phillip fik kommandoen over HMS Europe. Kort efter afsejlingen blev der sluttet våbenhvile mellem Storbritannien og Spanien. Phillip erfarede det i april, da han lagde til i Rio de Janeiro for at få foretaget reparationer efter en storm. Phillip skrev til Townshend fra Rio de Janeiro den 25. april 1783 og udtrykte sin skuffelse over, at krigens afslutning havde frarøvet ham hans chance for at vinde hæder og ære med flåden i Sydamerika.
Efter han vendte tilbage til England fra Indien i april 1784, var Phillip i nær kontakt med Townshend, som nu var adlet til Lord Sydney og undersekretær i indenrigsministeriet, Evan Nepean, som var ansvarlig for efterretningstjenestens spanske og franske anliggender. Fra oktober 1784 til september 1786 var Phillip ansat af Nepean til at spionere mod franske flådearsenaler i Toulon og andre havne. Man frygtede, at Storbritannien snart ville komme i krig med Frankrig som konsekvens af den Bataviske Revolution i Nederlandene.
Datidens portrætter beskriver Phillip som værende under middelhøjde og havende gulbleg hud, mørke øjne og et "hoved som en glat pære." Hans ansigtstræk var domineret af en stor og kødfuld næse og med en markeret underlæbe.

## Tjeneste i kolonierne
På denne tid talte Jarlen af Sandwich og præsidenten for Royal Society, Sir Joseph Banks stærkt for at etablere en ny britisk koloni i New South Wales. Kolonien skulle assistere den britiske flåde, så den lettere kunne angribe spanske besiddelser i Chile og Peru, som Banks' støtter James Matra, Captain Sir George Young og Sir John Call gjorde opmærksom på i et skriftligt forslag om kolonien. Den britiske regering tog beslutningen om, at grundlægge en koloni i Botany Bay midt på året 1786. Botany Bay var en bugt, hvor James Cook på sin opdagelsesrejse i 1770 var gået i land. Lord Sydney var som indenrigsminister ansvarlig for foretagendet og i september 1786 udnævnte han Phillip til kommandør af den flåde, der skulle transportere de straffefanger og soldater, der skulle være de nye bosættere, til Botany Bay. Ved ankomsten skulle Phillip lede kolonien som kaptajngeneral og guvernør. En underordnet koloni skulle grundlægges på Norfolk Island, som anbefalet af Sir John Call, af hensyn til flådens interesser og for at udnytte øens forekomster af hør og tømmer.
Phillip havde store problemer med at sammensætte den flåde, som skulle foretage den 8 måneder lange rejse til Australien. Alt, hvad kolonien kunne få brug for, skulle medbringes, da Phillip reelt ikke vidste, hvad de ville finde, når de kom frem. Der var begrænsede midler til at udstyre flåden. Hans forslag, om at medbringe fagfolk inden for landbrug, byggeri og håndværk blev afvist. Flertallet af de 772 straffefanger (af hvilke 732 overlevede rejsen) var småtyve fra Londons slumkvarterer. Phillip fik ledsagelse af et kontingent marinesoldater og en håndfuld officerer, som skulle administrere kolonien.
De 11 skibe i den første flåde satte sejl den 13. maj 1787. Det ledende skib HMS Supply nåede Botany Bay den 18. januar 1788 og slog lejr på Kurnell Peninsula. Phillip besluttede snart, at dette sted valgt efter anbefaling fra Sir Joseph Banks, som havde sejlet med James Cook i 1770, ikke var egnet, da jorden var dårlig og der ikke var tilstrækkeligt med ferskvand. Desuden var der ingen sikker ankerplads. Efter nogen udforskning besluttede Phillip at flytte til Port Jackson og den 26. januar gik søfolk og straffefanger i land ved Sydney Cove, som Phillip navngav efter Lord Sydney.

### Guvernør i New South Wales
Den 15. februar 1788, kort efter at bosættelsen var etableret i Port Jackson, sendte Phillip løjtnant Philip Gidley King med 8 frie mænd og et antal straffefanger videre for at etablere endnu en britisk koloni på Norfolk Island. Det var til dels fordi man var bange for at miste Norfolk Island til Frankrig og dels for at få et alternativ sted til fødevareforsyninger.
Bosættelsens første dage var svære og kaotiske. Da man kun havde begrænsede forsyninger, var det strengt nødvendigt at få startet med at dyrke jorden straks, men jorden omkring Sydney var dårlig, klimaet anderledes og kun ganske få af straffefangerne havde kendskab til landbrug. Kolonien var i en længere periode ved at udsulte. Søfolkene, som i mange tilfælde selv var dårligt disciplinerede, var ikke interesserede i at opretholde disciplinen hos straffefangerne. Næsten helt fra starten valgte Phillip derfor at udnævne opsynsmænd blandt straffefangerne for, at de kunne hjælpe med disciplinen. Det var starten på processen med frigivelse af fangerne, som kulminerede med Lachlan Macquaries reformer efter 1811.
Der var andre tegn på at Phillip ikke mente, at New South Wales kunne drives som en fængselslejr. Lord Sydney, som ofte blev kritiseret for at være ineffektiv og inkompetent, havde taget en grundlæggende beslutning, som skulle påvirke kolonien straks fra starten. I stedet for at etablere den som et militærfængsel sørgede han for en civil administration med et retssystem. To straffefanger, Henry and Susannah Kable, prøvede at sagsøge Duncan Sinclair, kaptajn på Alexander, for at stjæle deres ejendele under rejsen. Straffefanger i Storbritannien kunne ikke sagsøge og Sinclair hævdede de ikke kunne sagsøge ham. Til trods for det, gav retten de to straffefanger ret og beordrede kaptajnen til erstatte deres tab af ejendele.
Ydermere så havde Arthur Phillip kort efter, han blev udnævnt til guvernør, lavet et detaljeret memorandum med hans planer for den foreslåede nye koloni. I et afsnit skrev han: "Lovene i dette land [England] vil selvfølgelig blive introduceret i [New] South Wales og der er en lov, som skal gælde helt fra det øjeblik Hans Majestæts tropper tager landet i besiddelse: Der kan ikke være slaveri i et frit land og derfor ingen slaver." Ikke desto mindre troede Phillip på hård disciplin. Piskning og hængning var almindelige selvom Philip annullerede mange dødsstraffe.
Phillip skulle også finde en politik overfor Eora aboriginerne, som levede omkring Sydney Harbour. Phillip gav ordre til, at de skulle behandles godt og at enhver, som dræbte en af de indfødte, ville blive hængt. Phillip gjorde sig venner med en Eora ved navn Bennelong og tog ham senere med til England. På stranden ved Manly, opstod der dog en misforståelse og Phillip blev ramt af et spyd i skulderen, men han gav sine mænd ordre til ikke at hævne det. Phillip gjorde en del for at vinde Eoraernes tillid, men de vedblev med at være på vagt over for bosætterne. Snart blev eoraerne ramt af en kopperepidemi, som man regner med kom fra europæerne. Andre smitsomme sygdomme introduceret af europæerne hærgede også den indfødte befolkning.
Guvernørens største problem var hans egne militærofficerer, som ønskede store landtildelinger, hvilket Phillip ikke havde autorisation til at give. Skørbug brød ud og i oktober 1788 var Phillip nødt til at sende Sirius til Cape Town efter forsyninger. Streng rationering blev indført og tyveri af mad blev straffet med hængning. Arthur Phillip skrev "Leveforholdene skal forbedres ellers kan mine mænd ikke arbejde hårdt. Jeg er kommet til den konklusion, at jeg må hyre læger til at redde straffefangerne."

### Kolonien stabiliseres
Phillip insisterede, at det ikke skulle hævnes, da en aboriginer sårede ham med et spyd. På en jagtekspedition blev straffefangen John MacIntyre dræbt af ukendte aboriginere tilsyneladende uden forudgående provokation. MacIntyre svor på sit dødsleje, at han ikke havde gjort dem noget, men søofficer Watkin Tench tvivlede på ham. Tench blev sendt på en straffeekspedition , men fandt ikke andre indfødte end Bennelong.
Phillip, som blev stadig mere frustreret over problemerne i kolonien og som også havde helbredsproblemer, sagde sin stilling op kort efter denne episode.
I 1790 havde situationen stabiliseret sig. Der var nu bygget boliger til befolkningen på omkring 2.000 og man kunne høste friske afgrøder. Phillip gav en straffefange, James Ruse, til opgave at etablere et rigtigt landbrug ved Rose Hill (nu Parramatta) og da det lykkedes, fik Ruse som den første i kolonien tildelt den jord, han havde dyrket. Andre straffefanger fulgte efter. Sirius blev slået til vrag ved Norfolk Island i marts 1790 og kolonien gik glip af vitale forsyninger. I juni 1790 ankom den anden flåde med hundreder af straffefanger, hvoraf flertallet var for syge til at arbejde.
I December 1790 var Phillip klar til at returnere til England, men kolonien var stort set glemt i London og ingen instruktioner kom frem til ham, så han fortsatte. I 1791 fik han at vide, at regeringen ville sende to konvojer med straffefanger årligt samt tilstrækkelige forsyninger. I juli, da skibene fra den tredje flåde med 2.000 straffefanger begyndte at ankomme, var der alligevel madmangel og han måtte sende skibet Atlantic til Calcutta efter forsyninger.
I 1792 var kolonien veletableret, selvom Sydney stadig kun var en gruppe træhytter og telte. Hvalindustrien var grundlagt, skibe besøgte Sydney for at handle og straffefanger var begyndt at dyrke jordem. John Macarthur og andre officerer importerede får og begyndte at udnytte ulden. Kolonien manglede stadigt kvalificerede landmænd og håndværkere og straffefangerne arbejdede så lidt som muligt, selvom de primært dyrkede deres egen mad.
Sent I 1792 frasagde Phillip sig guvernørtitlen og sejlede til England med skibet Atlantic. Med sig bragte han mange eksemplarer af planter og dyr. Han medbragte også Bennelong og hans ven Yemmerrawanne, en anden ung indfødt australier, som i modsætning til Bennelong bukkede under for Englands vejr og sygdomme og aldrig kom hjem igen. Ved hans afrejse var det europæiske indbyggertal i New South Wales på 4.221, heraf 3.099 straffefanger. Koloniens første år havde været hårde, men det værste var ovre og man kom ikke senere til at sulte i New South Wales. Phillip ankom til London i maj 1793. Han indgav en formel opsigelse og blev tildelt en årlig pension på £500.

## Senere liv
Phillips kone, Margaret, var død i 1792 og begravet i St Beuno's Churchyard, Llanycil, Bala, Merionethshire. I 1794 giftede Phillip sig med Isabella Whitehead og boede en tid i Bath. Hans helbred blev gradvist bedre og i 1796 vendte han tilbage til havet og havde en række kommandoer i krigene mod Frankrig. I januar 1799 blev han rear admiral, den laveste admiralgrad i den engelske flåde. I 1805, 67 år gammel, trak han sig tilbage fra flåden og tilbragte herefter størstedelen af sit liv i Bath. Han fortsatte med at korrespondere med sine venner i New South Wales og at fremme koloniens interesser over for regeringens embedsmænd. Han døde i Bath i 1814.
Phillip blev begravet i St Nicholas's Church, Bathampton. Graven var glemt i mange år, men blev genfundet i 1897 og New South Wales' premierminister, Sir Henry Parkes, fik den sat i stand. En årlig højtidelighed afholdes omkring Phllips fødselsdag af Britain–Australia Society for at mindes hans liv.
I 2007 hævdede Geoffrey Robertson QC, at Phillips rester ikke længere er i St Nicholas Church, Bathampton, men er gået tabt: "...Kaptajn Arthur Phillip er ikke, hvor gravstenen siger han er: måske er han begravet et eller andet sted udenfor eller måske er hans rester gået tabt, men han er ikke, hvor australiere har fået fortalt, han nu ligger."

## Eftermæle
En lang række steder i Australien bærer Phillips navn. Heriblandt er Port Phillip, Phillip Island (Victoria), Phillip Island (Norfolk Island), federal electorate of Phillip (1949–1993), forstaden Phillip i Canberra, Governor Phillip Tower bygningen i Sydney og mange gader, parker og skoler.
Et monument over Phillip blev indviet i Bath Abbey Church i 1937. Et andet blev indviet i St Mildred's Church i Bread Street i London i 1932. Kirken blev ødelagt under London Blitz i 1940, men de vigtigste dele af monumentet blev genrejst ved vestenden af Watling Street, nær Saint Paul's Cathedral, i 1968. En anden buste og mindested findes i den nærliggende kirke i St Mary-le-Bow. Der er en statue af ham i den botaniske have i Sydney. Der er et portræt af ham af Francis Wheatley i National Portrait Gallery.
I forbindelse med 200-året for hans død blev en bronzebuste sat op på Museum of Sydney.
Percival Serle skrev om Phillip i sin Dictionary of Australian Biography:
 Standhaftig, beskeden og uselvisk, havde Phillip evner nok til at forestille sig, hvad kolonien kunne blive til og fornuft nok til at erkende, hvad der her og nu var muligt og nødvendigt. Da næsten alle andre klagede, klagede han aldrig selv. Da alle frygtede katastrofen fortsatte han håbefuldt sit arbejde. Han blev sendt ud for at grundlægge en straffekoloni og lagde fundamentet til en stor dominion.

### Galleri
- Arthur Phillip af Francis Wheatley, National Portrait Galley, London
- Arthur Phillip mindesmærke i Australia Chapel, Bathampton
- Bathampton Memorials
- Buste af Phillip i St Mary-le-Bow Church i London.